# Me and You and Everyone We Know
Me and You and Everyone We Know (2005) är titeln på en amerikansk film av Miranda July. Filmen vann priset Caméra d'Or på Filmfestivalen i Cannes 2005.

## Handling
Filmen består av flera mindre handlingar, som alla kretsar runt de karaktärer som finns i filmen. 
Filmen börjar med att introducera Richard (John Hawkes), en skoförsäljare och nyligen separerad far för två barn. Efter att ha blivit utslängd av sin fru skaffar han en egen lägenhet som han delar med sina barn, Peter (Miles Thompson) och Robby (Brandon Ratcliff). Han träffar Christine (Miranda July), en taxichaufför och videokonstnär, när hon köper skor, och de utvecklar en romantisk relation. 
Robby, sex år och hans större bror Peter hänger på en sex-chatt, där Robby beskriver en påhittad sexakt som går ut på att bajsa fram och tillbaka för evigt, vilket han senare förklarar som en bild: ))<>((. Detta eggar intresset hos kvinnan på andra sidan chatten, och hon föreslår ett verkligt möte. 
Två av Richards grannar, 15-åriga Heather (Natasha Slayton) och Rebecca (Najarra Townsend), utvecklar en leklysten men störande relation med en mycket äldre granne. Som ett resultat av den relationen, frågar de 14-åriga Peter om de får utöva oralsex på honom så att han kan avgöra vem som är bäst, och det får de. Senare kommer de till hans hus för att ha sex med honom, vilket chockar honom, och han låtsas att han inte är hemma. 
Under tiden störs Christines arbeten av ett samtidskonstsmuseum, senare tillåter dock kuratorn, som är den som chattat med Richards båda barn, Christines konst. 
Handlingen förs samman på slutet, med att Peter blir vän med en grannes dotter, Christine och Richard godtar ömsesidigt sin attraktion till varandra, och som en avslutande del i handlingen, får Robby reda på att det ljud han vaknat till varje morgon är en affärsman som slår ett mynt mot en vägskylt. När Robby frågar vad han gör, svara affärsmannen "Just passing the time" ("Får tiden att gå") och ger Robby myntet.

## Rollista
| John Hawkes        | – Richard Swersey     |
| Miranda July       | – Christine Jesperson |
| Miles Thompson     | – Peter Swersey       |
| Brandon Ratcliff   | – Robby Swersey       |
| Carlie Westerman   | – Sylvie              |
| Hector Elias       | – Michael             |
| Brad William Henke | – Andrew              |
| Natasha Slayton    | – Heather             |
| Najarra Townsend   | – Rebecca             |
| Tracy Wright       | – Nancy Herrington    |
| JoNell Kennedy     | – Pam                 |
| Ellen Geer         | – Ellen               |
| Colette Kilroy     | – Sylvie's Mom        |
| James Kayten       | – Sylvie's Dad        |
| Amy French         | – Museum Assistant    |

## Trivialiteter
- Robby och Peter använder Gaim (Pidgin) som meddelandeklient när de chattar.